# Jean-Gustave Courcelle-Seneuil
Jean-Gustave Courcelle-Seneuil (Dordogna, 22 dicembre 1813 – Parigi, 29 giugno 1892) è stato un economista e giornalista francese.

## Biografia
Studiò presso il College Royal di Poitiers, poi continuò a studiare legge a Parigi diventando avvocato nel 1835. In seguito, continuò a lavorare in affari a Dordogna, poi tornò a Parigi, dove fu redattore del Journal des économistes. Dopo il colpo di Stato del 2 dicembre 1851, andò in America Latina, dove fu professore di economia politica presso l'Università di Santiago del Cile 1852-1862 e dove divenne consulente presso il Ministero delle finanze; ritornò in Francia nel 1863.
Fu nominato consigliere di Stato nel 1879, e professore di economia politica presso l'École Normale Supérieure dal 1881 al 1883. Fu eletto membro dell'Académie des sciences morales et politiques nel 1882.
Il suo manuale di business, la cui prima edizione risale al 1855, fu considerata la prima pratica aziendale. Il suo discepolo principale era l'economista André Liesse (1854-1944), professore del CNAM e primo direttore dell'INTEC.

## Pubblicazioni principali
- Lettres à Édouard sur les révolutions (1834)
- Le Crédit et la banque, étude sur les réformes à introduire dans l'organisation de la Banque de France et des banques départementales, contenant un exposé de la constitution des banques américaines, écossaises, anglaises et françaises (1840)
- Traité théorique et pratique des opérations de banque (1853). Riedito : Adamant Media Corporation, 2002.
- Traité théorique et pratique des entreprises industrielles, commerciales et agricoles, ou Manuel des affaires (1855)
- Traité théorique et pratique d'économie politique (2 volumes, 1858)
- Études sur la science sociale (1862)
- Leçons élémentaires d'économie politique (1864)
- Traité sommaire d'économie politique (1865)
- La Banque libre, exposé des fonctions du commerce de banque et de son application à l'agriculture, suivi de divers écrits de controverse sur la liberté des banques (1867)
- Liberté et socialisme, ou Discussion des principes de l'organisation du travail industriel (1868)
- Traité élémentaire de comptabilité (1869)
- L'Héritage de la Révolution. Questions constitutionnelles (1872)
- Précis de morale rationnelle (1875)
- Protection et libre échange (1879)  (PDF) Texte en ligne
- Préparation à l'étude du droit, étude des principes (1887)  (PDF) Texte en ligne
- La Société moderne, études morales et politiques (1892)
- Conduite de la vie civilisée (1895)
- Principes d'économie politique di John Stuart Mill (1861)
- Des Devoirs respectifs des classes de la société di William Graham Sumner (1884)
- Richesse des nations d'Adam Smith (1888)  (PDF) Texte en ligne